# Кулябко-Корецький Віктор
Віктор Кулябко-Корецький  (9 листопада 1874 — після 1945) — інженер-електротехнік, громадський діяч у Харбіні (Маньчжурія, історична назва півн.-східної частини Китаю).

## Біографія
Народився на Полтавщині.
До Жовтневого перевороту в Петрограді 1917 працював в управлінні пошт і телеграфу в Санкт-Петербурзі (1914–24 — Петроград).
Потім повернувся в Україну. 1918 був товаришем (заступником) міністра внутрішніх справ в уряді Федора Лизогуба, керівником департаменту пошт і телеграфу Української Держави Гетьмана Павла Скоропадського.
Від 1921 — на еміграції в Харбіні (див. Далекосхідні поселення українців). Працював у «Службі телеграфу і телефону» Китайсько-Східної залізниці.
Після встановлення контролю над залізницею з боку СРСР, отримав китайське громадянство.
Від 1932 брав активну участь в українському громадському житті, задекларувавши себе прихильником гетьманського руху. Був головою Комітету громадських уповноважених (ін. назва — Українська громада; організація, до складу якої входили головним чином старші за віком українці, котрі приїхали до Маньчжурії ще перед Першою світовою війною).
Співпрацював з російськими організаціями в Харбіні. У вересні 1934 очолив російський Університет ім. св. Володимира.
Після скасування японською військ. місією принципу виборності членів ради Української національної колонії (УНК) був призначений (з жовт. 1936 до січ. 1939) заст. нач. УНК (головою був Ю.Рой). На поч. 1938 призначений заст. кер. Бюро рос. емігрантів (БРЕМ), де намагався зареєструвати всіх українців.
У січ. 1940 япон. військ. місією призначений керівником Укр. нац. дому, 1941 — керівником УНК, одразу зареєструвавши її в БРЕМ. 1 квіт. 1944 звільнений з цієї посади.
З приходом у серп. 1945 в Маньчжурію військ Червоної армії (див. Радянська армія) отримав роботу в управі Китайсько-Сх. залізниці, яку знову почав контролювати СРСР.
Подальша доля невідома.